# Hilda Josephine Smith
Hilda Josephine Smith   (Dell Rapids, 1 de desembre de 1884 - Saint Paul, gener 1964) fou una pianista i compositora estatunidenca.
Fou filla del banquer O.H. Smith i germana de Gina Smith, també pianista. Els primers estudis els rebé a l'Escola de Tots els Sants a Sioux Falls (Dakota del Sud) més tard a la Wolcott School de Denver (Colorado) i els acabà a la Universitat de Chicago i al Col·legi de Música de la mateixa ciutat, dedicant-se després a l'ensenyança.
Va compondre obres vocals i instrumentals, i va publicar: How a Piano Student May Tune Her Own Instrument (1905) i altres treballs tècnics.